# Agronomie doktor
Agronomie doktor, AgrD eller agr.dr., är en akademisk titel för en doktor i lantbruksvetenskap. Agronomie doktor är en av de doktorsexamina som förekommer vid Sveriges lantbruksuniversitet (SLU), vid den del som har ett historiskt ursprung i Lantbrukshögskolan. Forskarstuderande som avlägger agronomie doktorsexamen är oftast agronomer i sin grundexamen, då SLU normalt låter grundexamen styra vilken beteckning på doktorsexamen som används.
Promoveringsrätt för agronomie doktorsgrad fick Lantbrukshögskolan 1949, men den första disputationen för agronomie doktorsgrad skedde dock redan 1943, då Sigurd Eriksson disputerade.
Beteckning på motsvarande licentiatexamen är agronomie licentiat, förkortas AgrL eller agr.lic.
Den doktorsexamen i Finland som motsvarar en svensk agronomie doktor kallas agronomie- och forstdoktor, och är en gemensam examensbenämning för lantbruksvetenskapligt och skogsvetenskapligt område.